# Schistura chindwinica
Schistura chindwinica är en fiskart som först beskrevs av S.T. Tilak och Husain, 1990.  Schistura chindwinica ingår i släktet Schistura och familjen grönlingsfiskar. IUCN kategoriserar arten globalt som sårbar. Inga underarter finns listade i Catalogue of Life.